# Van Albada (cráter)

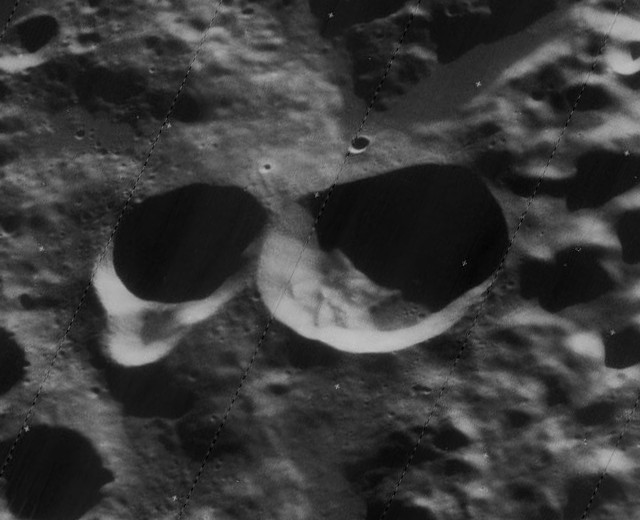
Vista oblicua de Van Albada (izquierda) y Auzout (derecha), desde el Lunar Orbiter 4

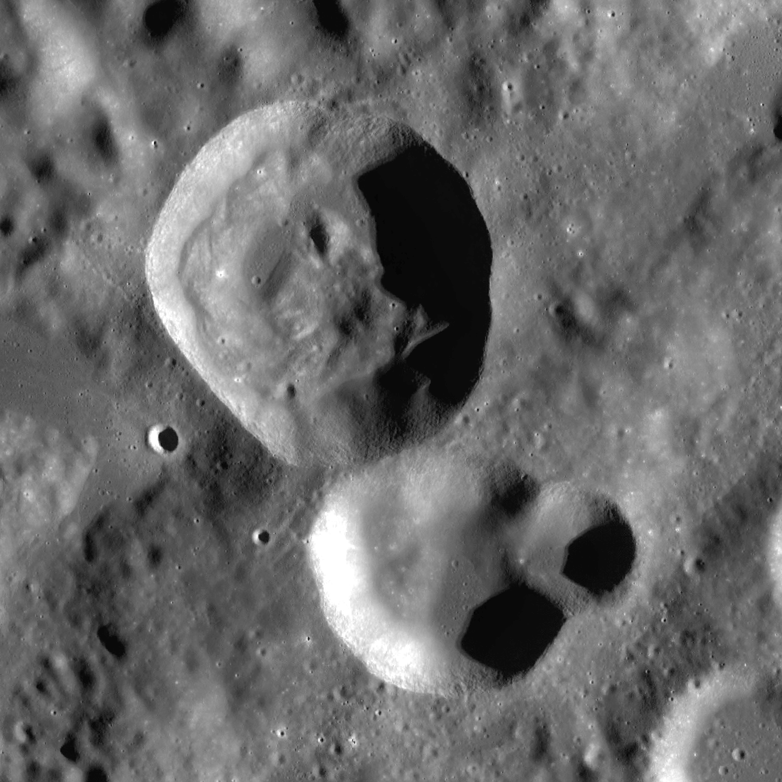
Imagen LRO, von Van Albada en la parte baja de la imagen

Van Albada es un cráter de impacto lunar que está unido al borde sur-sureste de Auzout. Se encuentra al sureste del Mare Crisium, y al norte-noreste del cráter más grande Firmicus. Directamente al este se halla Krogh.
Aunque el perímetro de van Albada es aproximadamente circular, presenta un pequeño abultamiento hacia el exterior en el sector noroeste, y un cráter más pequeño atraviesa el borde por el este. La pared interior es ligeramente más ancha al norte que en otros lugares, probablemente porque se apoya en las rampas exteriores de Auzout. El suelo interior es más oscuro que el terreno circundante, con un albedo que coincide con el del mar lunar situado al noroeste.
El cráter lleva el nombre del astrónomo holandés Gale Bruno van Albada (1911-1972). Este cráter fue designado previamente Auzout A antes de recibir su nombre actual por acuerdo de la UAI.